# Birley-Gletscher
Der Birley-Gletscher ist ein 16 km langer Gletscher an der Graham-Küste im Westen des Grahamlands auf der Antarktischen Halbinsel. Er fließt vom Bruce-Plateau in westlicher Richtung in den östlichen Ausläufer der Barilari-Bucht. Südwestlich des Gletschers liegt der Gebirgskamm Strelcha Spur.
Erstmals gesichtet und grob kartiert wurde er 1909 bei der Fünften Französischen Antarktisexpedition (1908–1910). Teilnehmer der British Graham Land Expedition (1934–1937) unter der Leitung des australischen Polarforschers John Rymill nahmen eine neuerliche Kartierung vor. Rymill benannte den Gletscher nach Kenneth Peel Birley (1868–1941), einem Sponsor seiner Forschungsreise.